# IRC 봇

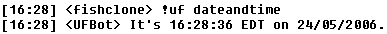
단순한 작업을 수행하는 IRC 봇

IRC 봇(IRC Bot)은 IRC 네트워크에 클라이언트로 접속하는 독립된 스크립트 또는 프로그램으로, 사용자들 입장에서는 또 다른 사용자로 표시된다. IRC 봇은 일반적인 사용자와는 달리 사용자의 입력을 받아 자동화된 기능을 수행한다.
최초의 IRC 봇은 그렉 린달(Greg Lindahl)이 쓴 GM이라는 봇으로, Hunt the Wumpus 게임을 제공했다. 이후 IRC 봇들은 채널의 권한을 보호하거나, 날씨 조회, 데이터베이스 접근, 계산 기능 등 특화된 기능들을 제공하기 시작했다. 그 특성상 IRC 봇들은 안정된 서버에서 계속적으로 실행된다.
IRC 봇은 다양한 언어로 작성되며, 스크립트 언어를 써서 봇이 제공하는 기능을 사용자 정의할 수 있는 경우가 많다. mIRC 스크립트와 같이 IRC 클라이언트에서 제공하는 스크립트 기능을 사용해서 봇을 만드는 경우도 있다.